# 龍運巴士

龍運巴士在1996年至2016年使用的標誌

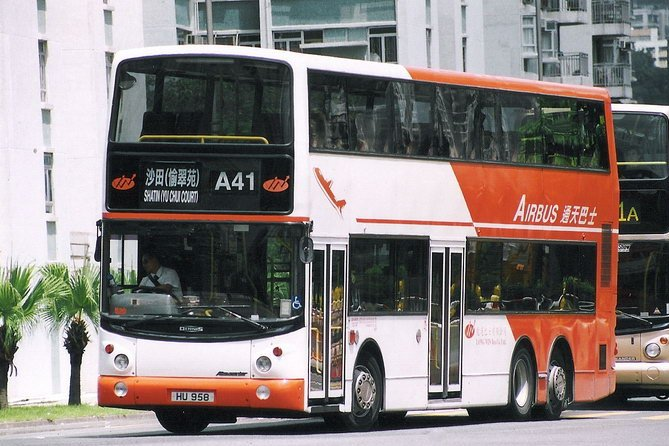
龍運巴士初期的低地台巴士

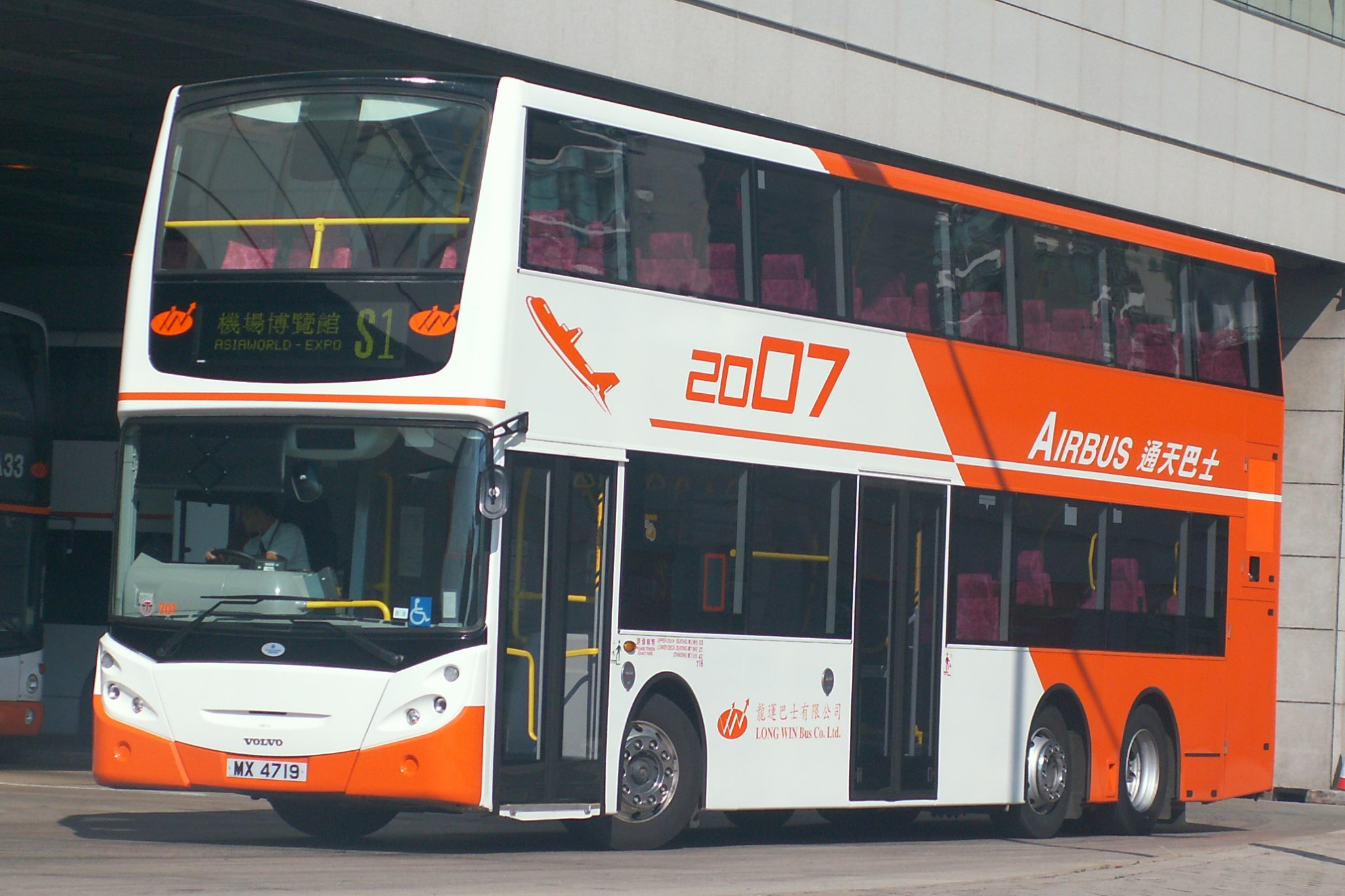
龍運巴士的普通版富豪B9TL

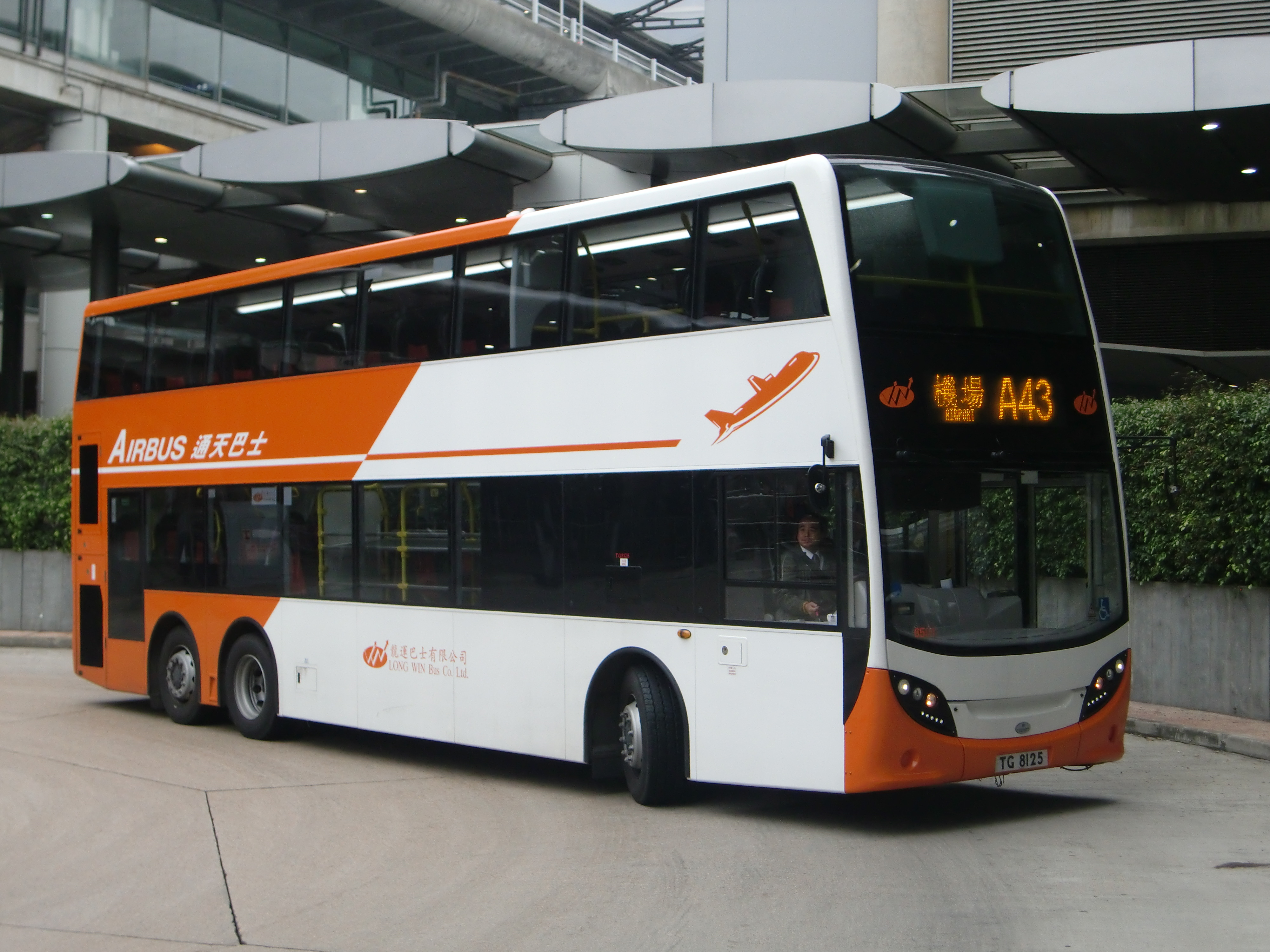
龍運巴士客車版亞歷山大丹尼士Enviro 500 MMC（車隊編號前綴：65XX）巴士，但全數在2021過檔給九巴

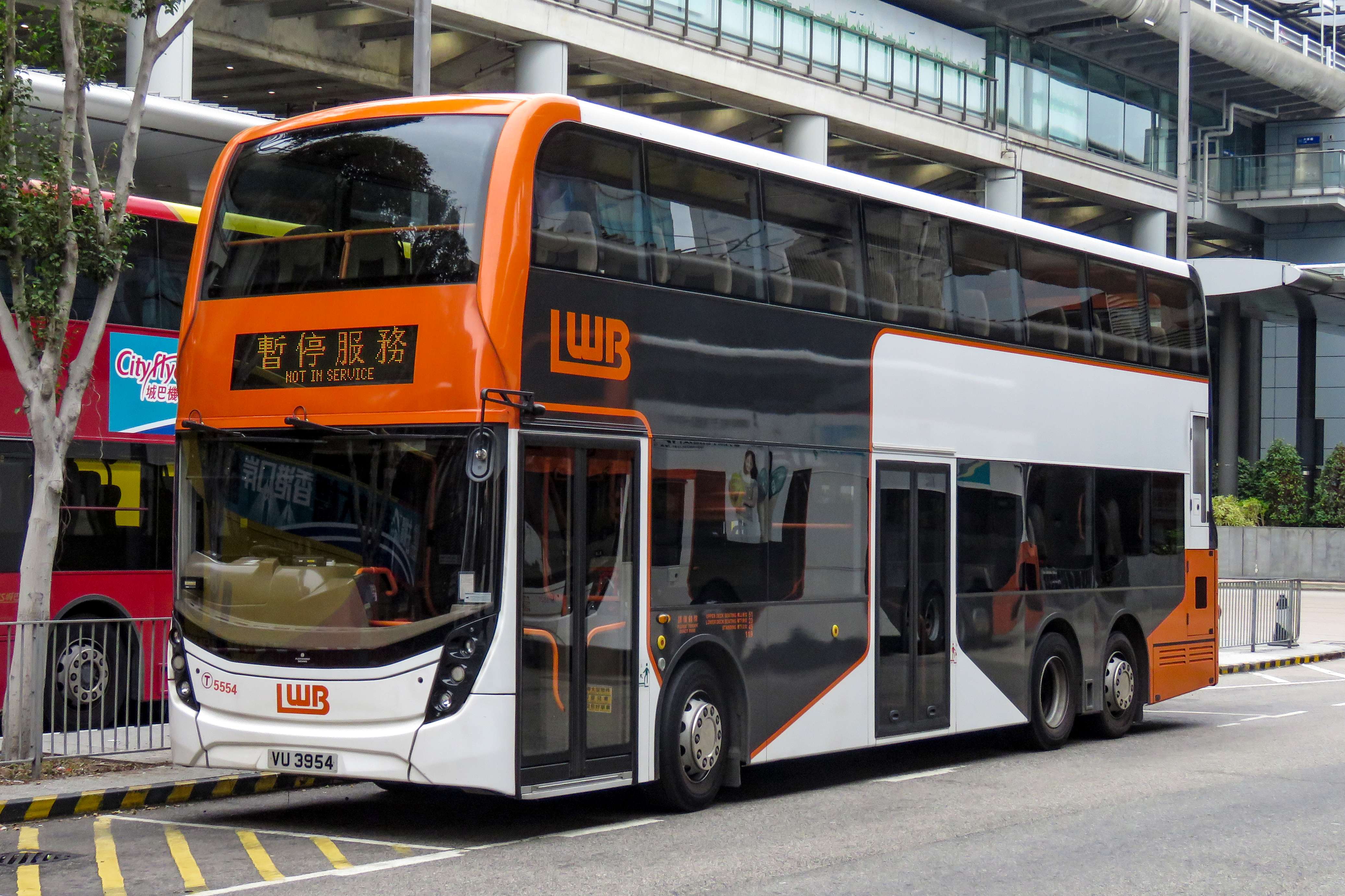
配置全新色系標準車身及車廂設備的客車版亞歷山大丹尼士Enviro500 MMC Facelift（車隊編號前綴：55XX，現AE5T）巴士

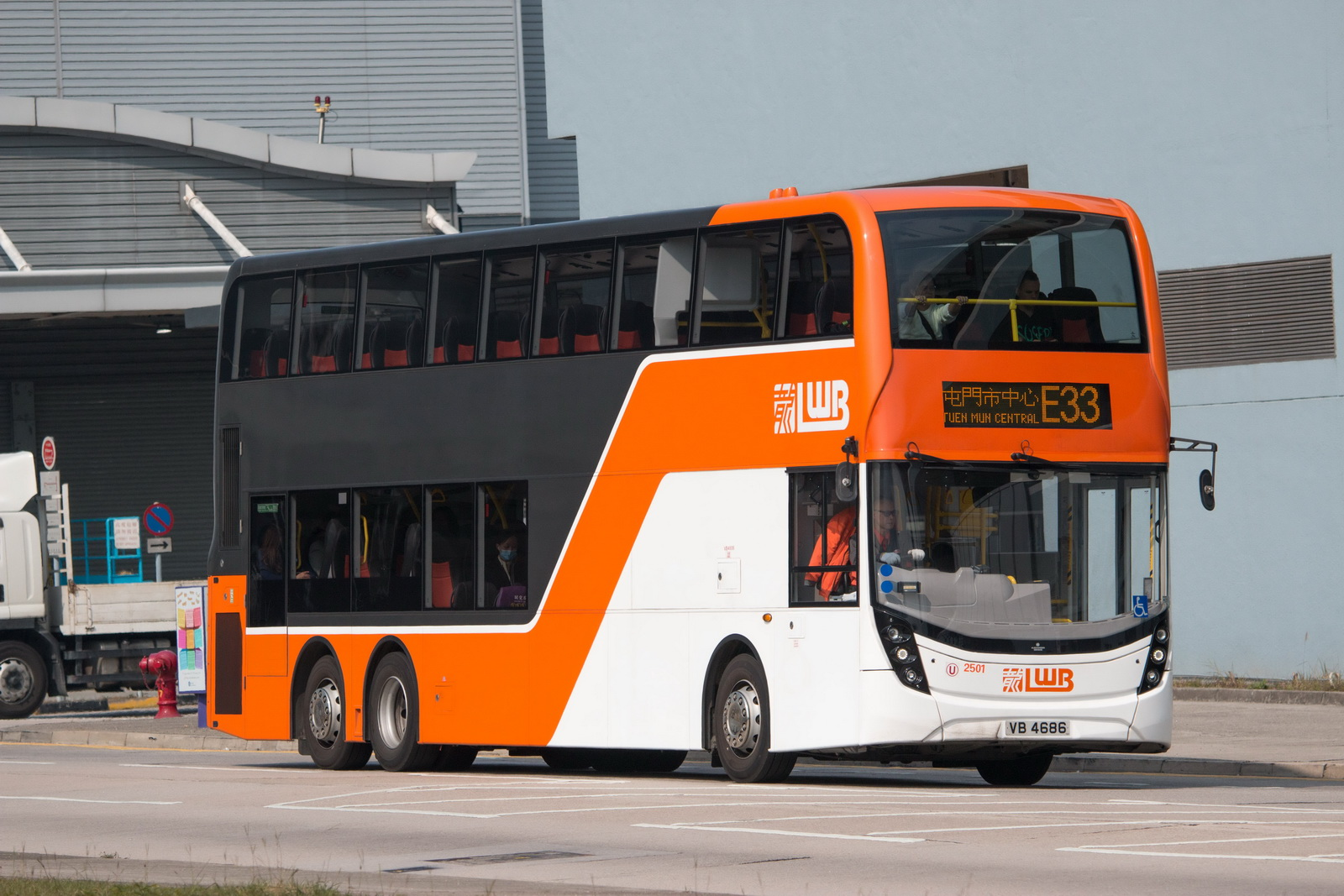
龍運巴士半客車版Enviro 500 MMC Facelift 12.8米（車隊編號前綴：25XX，現AE5X52-61）巴士

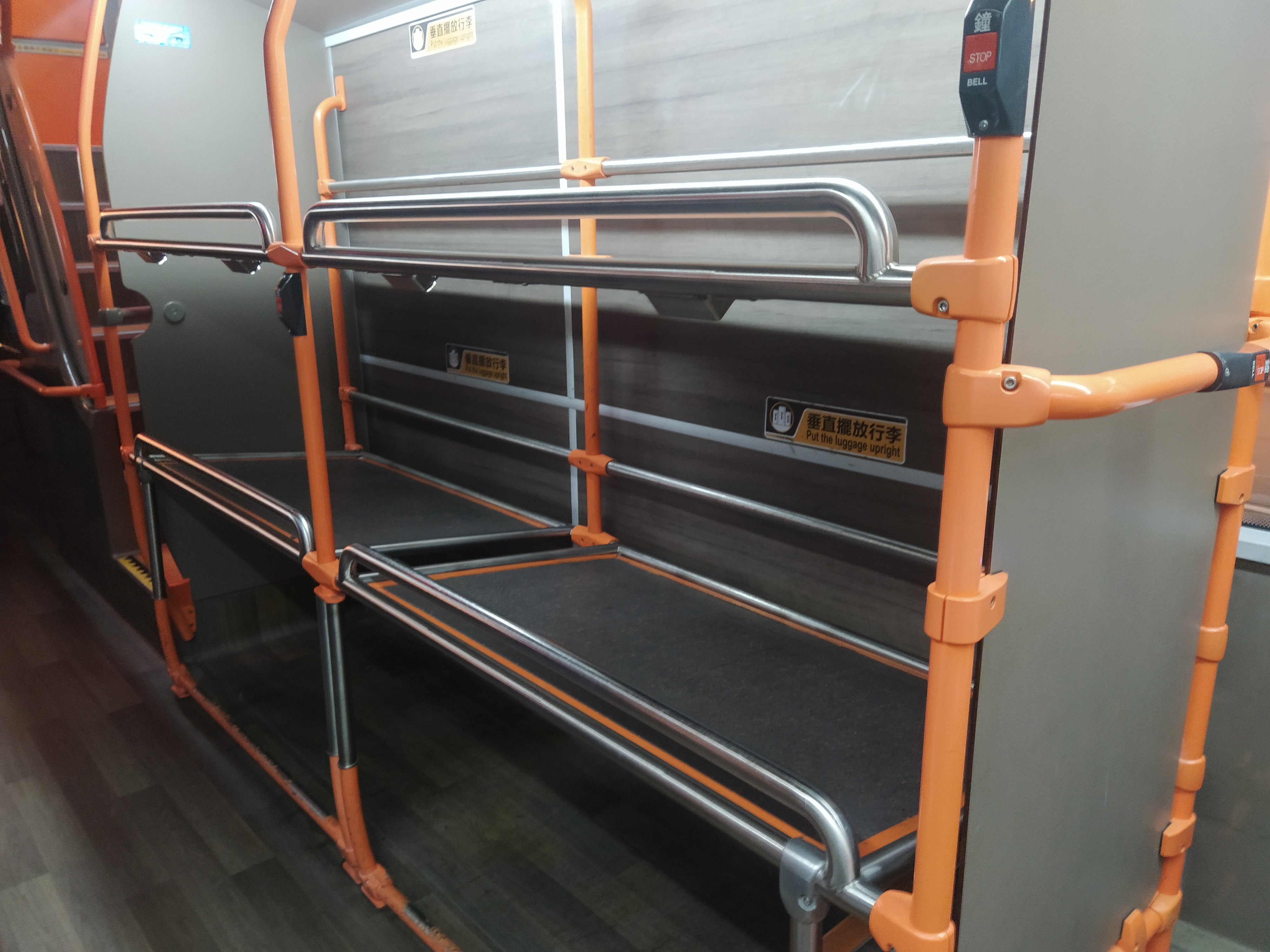
行李架

龍運巴士有限公司（英語：Long Win Bus Company Limited，縮寫：LWB，通稱：龍運）是香港其中一間專營巴士公司，由載通國際控股有限公司全資擁有，與九巴為姊妹公司；故此，在開業初期到2005年，龍運巴士的車身貼上了「九巴集團」字樣（載通國際前稱為九巴控股）。龍運巴士主要服務香港國際機場、亞洲國際博覽館及東涌來往新界區大部分地區（西貢區的將軍澳新市鎮除外）的巴士路線，另外亦與城巴聯營東涌至機場後勤區及香港迪士尼樂園度假區的巴士路線，是香港第四大專營巴士公司。

## 歷史

### 早期發展

#### 由九龍巴士公司創立
龍運巴士是由九龍巴士於1992年3月19日成立。及後，此公司於1996年競投運輸署招標的北大嶼山及赤鱲角新機場路線，並於同年十月獲批來往該地及新界區（不包括將軍澳）的巴士專營權，由1997年6月1日起生效。專營權生效當日，龍運巴士開辦其首條巴士線E31線，來往東涌市中心與舊荃灣碼頭。

#### 早期發展
香港國際機場於1998年落成後，亦開辦了不經機場後勤區的直達機場巴士服務。香港迪士尼樂園度假區於2005年8月啟用後，亦開辦一條與城巴合營，往來青嶼幹線收費廣場的穿梭路線R8，接駁城巴及龍運的機場及北大嶼山路線，及兩條直達迪士尼樂園度假區及直達新界的路線，但因客量偏低，兩條新界線改為全數由九巴派車行走，班次更不斷地削減。後來亞洲國際博覽館（機場博覽館）啟用，九巴亦會在有節目散場時開辦三條往屯門、元朗及沙田的單向路線，以及九巴、龍運巴士及城巴聯營的每月不常規路線X1線，這些路線通常利用九巴車輛行駛。

#### 2010年前
2007年12月2日，為配合兩鐵合併（即九廣鐵路和香港地鐵），龍運跟隨九巴更改旗下位於兩鐵車站的巴士站站名，一律為「××鐵路站」。
2008年6月8日，龍運獲香港行政會議批准，獲加價4.5%，比申請加價加幅5.9%為低。

### 2011年後發展

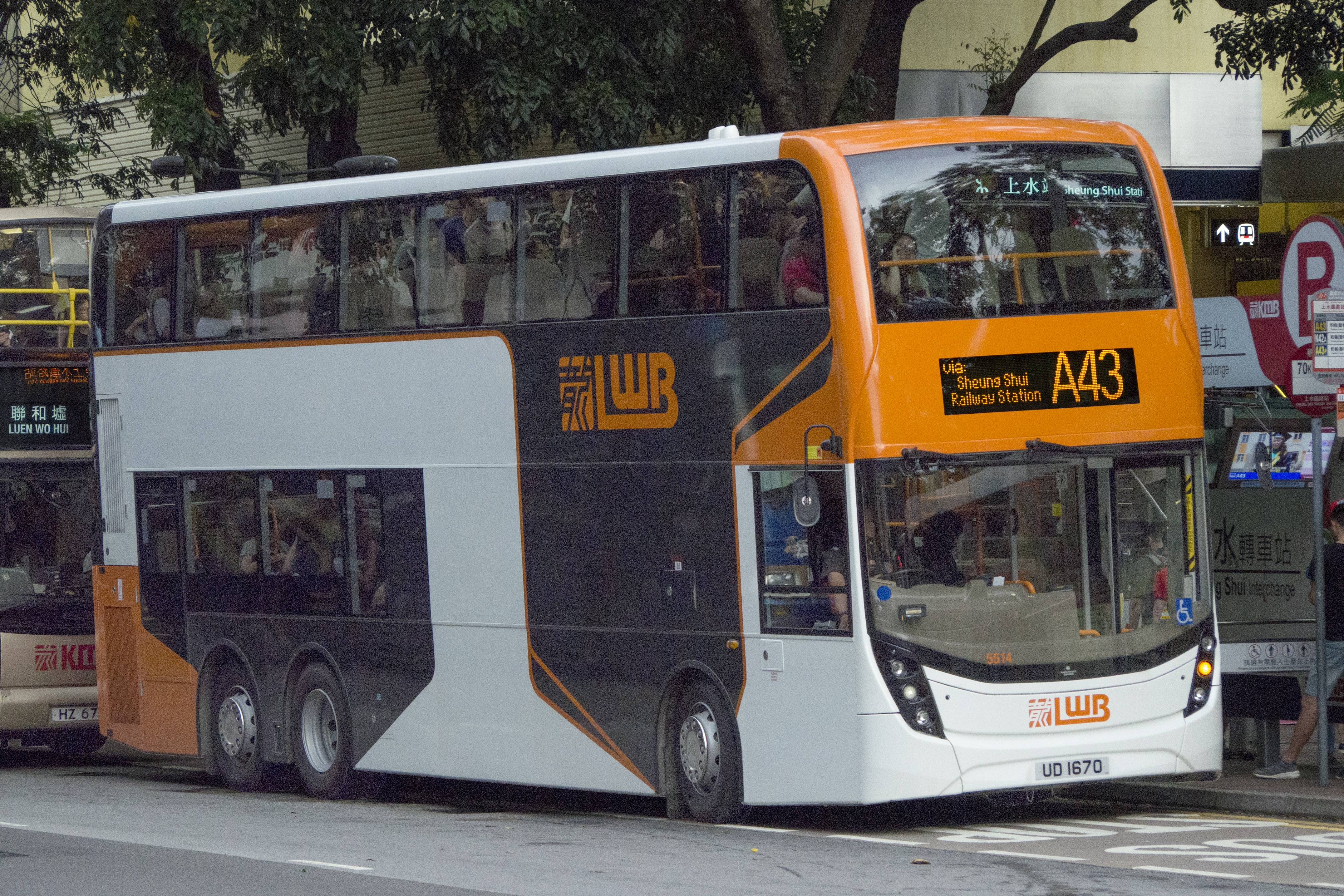
往返聯和墟及機場的A43線

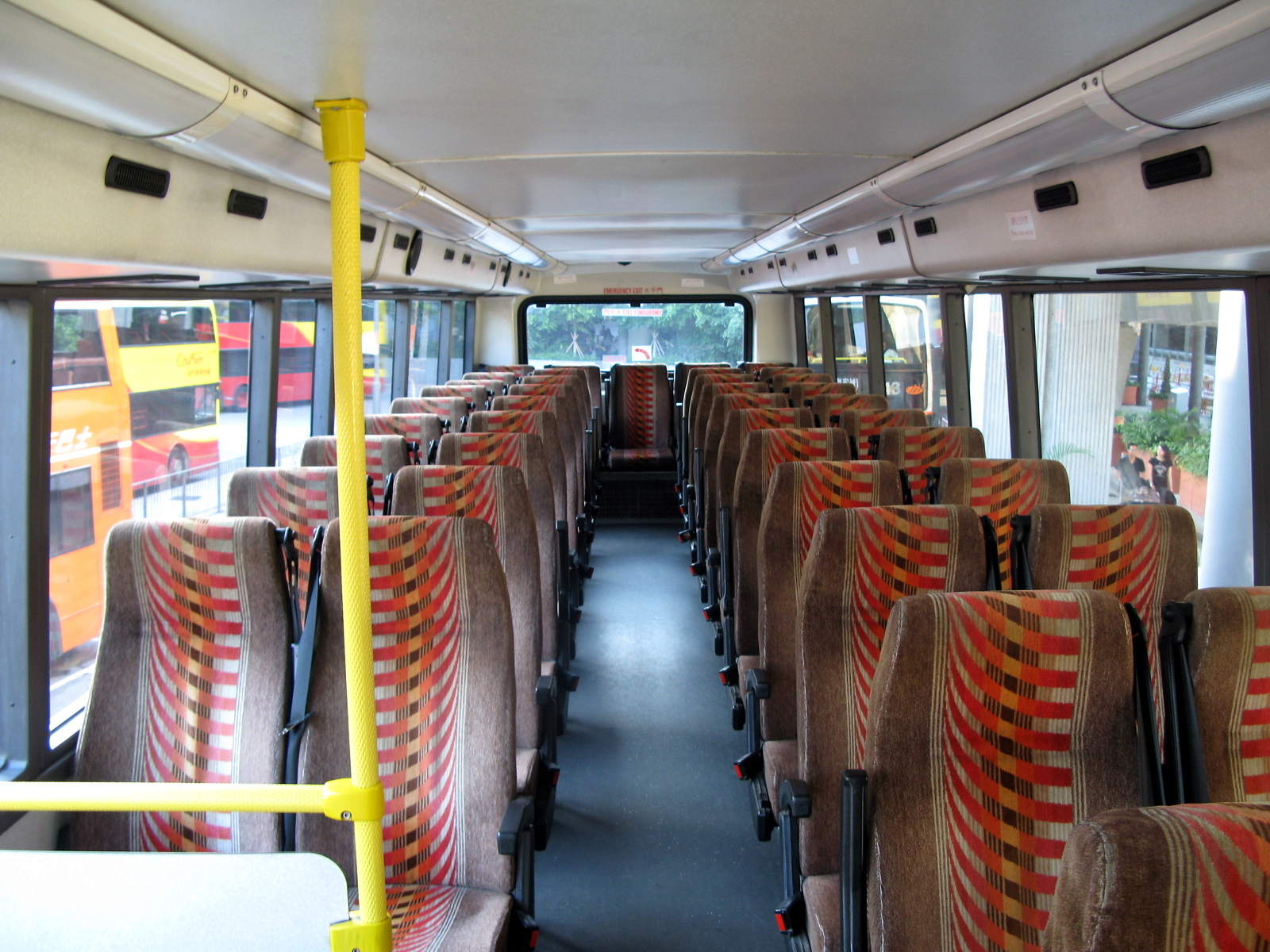
丹尼士三叉戟客車版內貌

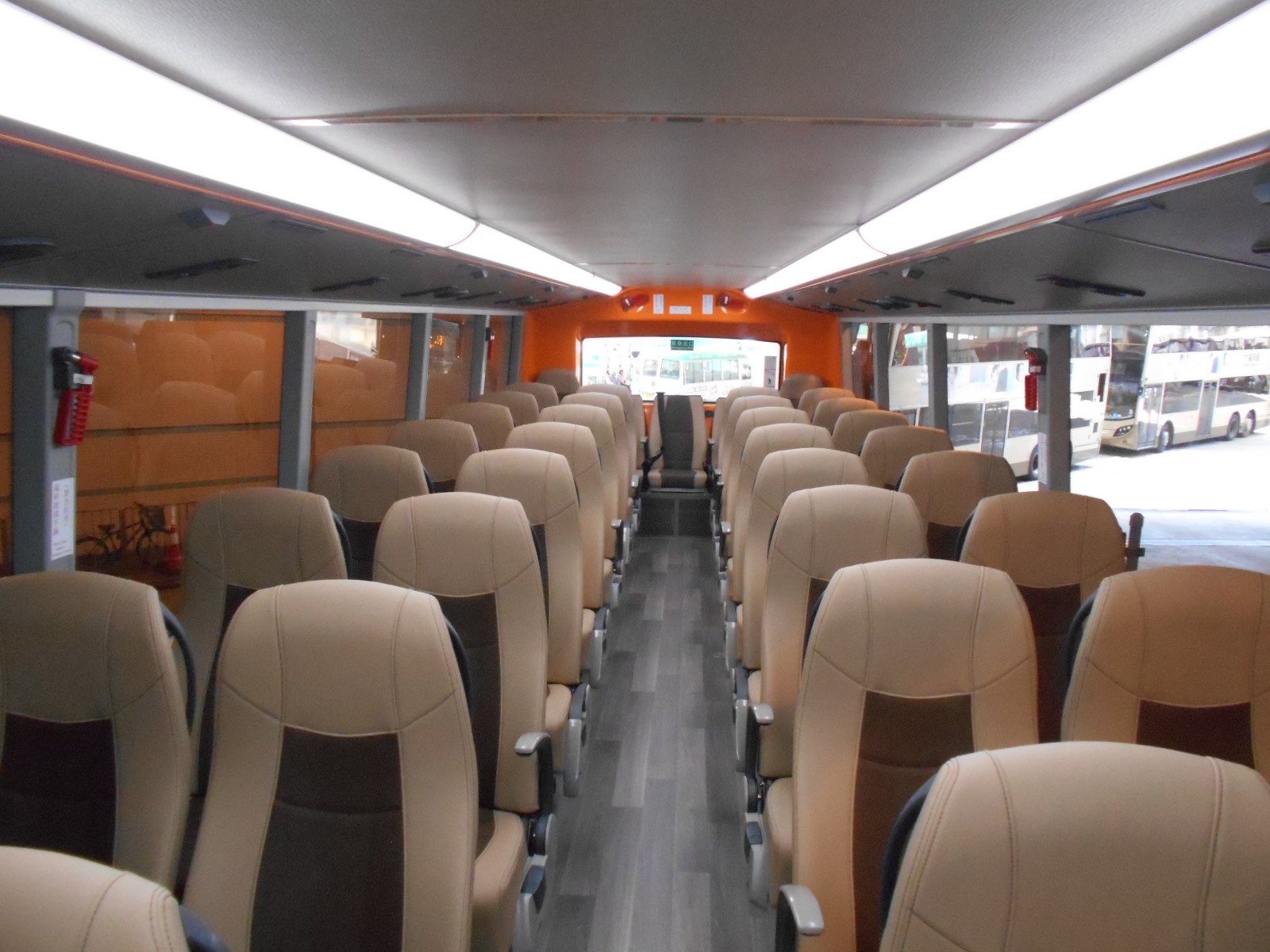
龍運2016年豪華巴士內貌

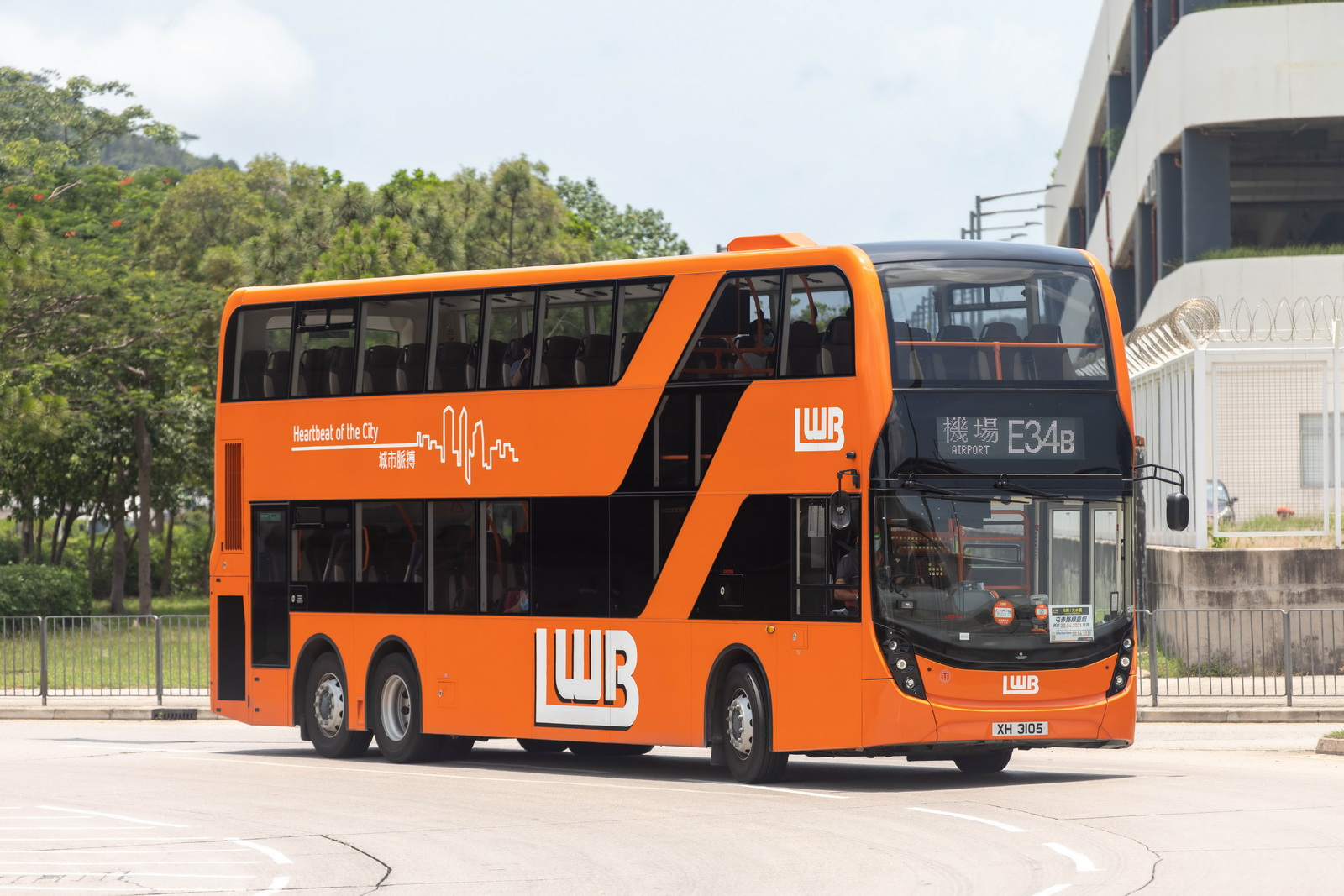
龍運「城市脈搏」塗裝Enviro 500 MMC Facelift 12.8米（車隊編號前綴：UE6X）

### 2011年
2011年5月15日，龍運獲香港行政會議批准，當日起加價3.2%，比2010年7月30日申請時的加幅7.4%削減超過一半。

#### 2012年
2012年8月5日，根據長者及合資格殘疾人士公共交通票價優惠計劃，年滿65歲長者使用長者或個人八達通及合資格殘疾人士使用「殘疾人士身分」個人八達通，每程收費只需HK$2，但不包括機場巴士路線A線和NA線。
2012年，龍運巴士於2012年的每日平均載客量為85,409人次，較2011年上升3.3%，預計未來訪港旅客上升以及機場新發展項目，載客量都會繼續按年增加。

#### 2013年
2013年10月19日，龍運巴士按照2006年與香港政府協議按可加可減機制須以票價優惠回贈乘客，推出兩項為期八週的短期票價優惠包括「A線即日回程車資6折」及「E線即日回程車資9折」。同年12月開始在龍運巴士所有巴士車隊上加裝路訊通電視裝置，車廂內與九巴車隊看齊。另外，龍運巴士購入的新車座椅圖案加入了「巴士仔」動畫內的其他角色，首批使用亞歷山大丹尼士Enviro 500 MMC的47輛新車（9501－9547）座椅的龍運巴士亦於該批次起採用該花紋，令「巴士仔家族」在龍運巴士出現。該批普通版MMC將會取代於2016年全面退役的丹尼士三叉戟12米普通版巴士。
2013年10月26日，龍運巴士和九龍巴士首次設立八達通轉乘優惠。乘搭任何九巴路線於屯門公路轉車站轉乘龍運巴士E33線往機場方向，可獲港幣$4轉乘優惠。

#### 2014年
2014年9月1日，龍運巴士按照2006年與政府協議按可加可減機制須以票價優惠回贈乘客，推出兩項為期約3個月（至同年11月28日止）的短期票價優惠包括「A線即日回程車資7折」及「E線即日回程車資9折」。

#### 2015年
2015年1月31日，龍運巴士按照2006年與政府協議按可加可減機制須以票價優惠回贈乘客，推出兩項為期13週的短期票價優惠包括「A線即日回程車資7折」及「E線即日回程車資9折」。
2015年3月，九巴推出九巴及龍運巴士預計到站時間手機應用程式，當中包括龍運A和E線，但X線和R線則不包括在此。

#### 2016年
根據運輸署截至2016年4月的資料，龍運共營辦二十三條巴士路線，惟此數目並未計算於路線表令等政府官方文件中歸類為其他路線之特別班次的路線（如A41P）。該公司於2015年的總載客量達3,670萬人次，即每日平均為100,450人次，按年錄得5.3%的增長。
2016年9月10日，龍運巴士按照2006年與政府協議按可加可減機制須以票價優惠回贈乘客，推出兩項為期約4個月（至2017年1月7日止）的短期票價優惠包括「A線即日回程車資8折」及「E線即日回程車資9折」。
2016年9月26日，龍運巴士與九龍巴士推出全新版本的應用程式，提供所有巴士路線預計到站時間。
2016年11月19日，龍運巴士與九龍巴士推出龍運機場巴士路線與九巴路線八達通轉乘優惠計劃。乘搭任何一條九巴路線（不論方向）轉乘往機場方向的龍運機場巴士路線；或乘搭往新界方向的龍運機場巴士路線轉乘任何一條九巴路線（不論方向），即可享有$6.0折扣優惠，或減免接駁龍運機場巴士路線之一程九巴路線車資，以較低者為準。此優惠不適用於聯營路線、假日旅遊路線、非常規特別路線、馬場路線及港鐵接駁巴士路線。

#### 2020年
2020年3月15日，在7條路線涉及約100部巴士上試行電子支付系統，系統涵蓋多種電子支付方式，包括非接觸式實體信用卡及二維碼支付，亦支援Apple Pay、Google Pay等，乘客上車時只需拍卡或掃描二維碼即可付款。惟政府提供之公共交通費用補貼計劃、長者及合資格殘疾人士公共交通票價優惠計劃仍未支援以上電子支付系統，乘客不能透過新系統享有相關的補貼及優惠。
隨着電子支付日益流行，龍運宣布同年5月24日起正式推出多元化電子支付系統，全線車隊已配備新系統，成為全港首間提供以上系統的專營巴士公司。而在3月中起試行之新系統期間錄得近3000宗交易紀錄。同集團的九巴車務策劃部主管稱考慮將新系統擴展至九巴，但要視乎系統在全線龍運巴士投入營運後的情況，目前未有相關時間表。

#### 2022年
2022年2月27日，根據優化後之長者及合資格殘疾人士公共交通票價優惠計劃，60-64歲香港居民使用「樂悠咭」，每程收費只需HK$2。

#### 2023年
2023年6月18日，龍運獲香港行政會議批准，當日起加價4.2%，比2022年11月22日申請時的加幅8.5%削減一半。

#### 2024年
2024年8月25日，根據優化後之長者及合資格殘疾人士公共交通票價優惠計劃，60歲或以上香港居民（包括合資格殘疾人士）必須使用「樂悠咭」，方可享有每程HK$2優惠票價。

### 公司形象變更
踏入2016年，龍運巴士營運初期引入的機場巴士已屆法定退役之齡。龍運在引入一批Enviro500 MMC「Facelift」版客車汰換舊車之時，亦銳意革新其企業形象。新車不僅摒棄沿用已二十年的通天巴士車身色彩，改用俗稱「抽油煙機」，配橙、海豚灰、白三色的全新設計拉花，車廂更配備多項前所未見於龍運車隊的嶄新設備，如USB充電插座、冰箱、車廂天花落車鐘、巴士預計到站時間顯示屏、低透光度車窗等，內飾亦改以灰色、卡其色和橙色配搭，地板更配上仿木花紋。
新車於2016年6月11日首航A43和A43P線之際，龍運亦於同日全面更換制服設計，車長制服由以往的白恤衫改為設計貼近九巴的新制服，並以深灰色配橙色為主調的恤衫。龍運同時起用模仿九巴的全新標誌，增強兩間姊妹公司形象識別的連貫性。
2018年2月起，龍運亦開始替餘下「通天巴士」車身色彩的巴士更換為九巴化的標誌，取代舊有的橢圓形標誌。
2024年8月底，龍運亦開始重整車隊編號，A字頭車隊編號為客車及半客車版，U字頭車隊編號為普通版，象徵龍運全線車隊放棄沿用多年純數字車隊編號。

## 未來發展
- A33線來回方向繞經港珠澳大橋香港口岸。
- A43線將改經清河邨、御皇庭及祥龍圍邨。
- A43P線將改經皇后山、天平邨及港珠澳大橋香港口岸，不經祥華邨、機場博覽館，加密班次並更改編號為A44線。

## 車隊
截至2025年4月，龍運巴士擁有服役中的載客巴士數目為308部 (305部雙層巴士及4部電動單層巴士)，全數為可供輪椅使用者乘搭的超低地台巴士。而於2015年投入服務的Enviro 500 MMC客車版為龍運首次在客車版車輛中採用人造皮高背座椅，並在座椅上方的冷氣槽設有個人閱讀燈及下車按鈕，而且設有腳踏，是繼1998年丹尼士三叉戟12米客車版後首度引入的同等規格車輛。新車輛曾與原先配備絲絨座椅的客車版車輛一同於A字開首的機場路線上提供服務一年。

### 車隊列表

#### 現役車隊
以下為龍運巴士現役車隊：
| 型號                                            | 編號                     | 現役量 | 服役年份          | 車身                                     | 載客量                  | 引擎                            | 波箱                  | 備註   |
| ----------------------------------------------- | ------------------------ | ------ | ----------------- | ---------------------------------------- | ----------------------- | ------------------------------- | --------------------- | ------ |
| 亞歷山大丹尼士Enviro 500 MMC 12.8米（客車版）   | AE5X1-51 (Ex-1501-1551)  | 51     | 2016/2019年-      | Alexander Dennis Enviro 500 MMC Facelift | U55/L27+S47             | Cummins ISL8.9E5340B （Euro 5） | ZF Ecolife 6AP1700B   | [ 5 ]  |
| 亞歷山大丹尼士Enviro 500 MMC 12.8米（半客車版） | AE5X52-61 (Ex-2501-2510) | 10     | 2017/2019年-      | Alexander Dennis Enviro 500 MMC Facelift | U59/L29+S46             | Cummins ISL8.9E5340B （Euro 5） | ZF Ecolife 6AP1700B   |        |
| 亞歷山大丹尼士Enviro 500 MMC 12米（客車版）     | AE5T1-55 (Ex-5501-5555)  | 55     | 2016/2018年-      | Alexander Dennis Enviro 500 MMC Facelift | U51/L23+S45             | Cummins ISL8.9E5340B（Euro 5）  | ZF EcoLife 6AP1700B   |        |
| 亞歷山大丹尼士Enviro 500 12米                   | UE4T16-20 (Ex-8416-8420) | 5      | 2010年-           | Alexander Dennis Enviro 500              | U53/L21+S44             | Cummins ISLe340b（Euro 4）      | ZF 6HP 604C           | [ 6 ]  |
| 亞歷山大丹尼士Enviro 500 MMC 12.8米（客車版）   | AE6X1-20                 | 20     | 2025年-           | Alexander Dennis Enviro 500 MMC Facelift | U55/L27+S45             | Cummins L9E6C340B （Euro 6）    | ZF Ecolife 2 6AP1720B |        |
| 富豪B8L 12.8米（客車版）                        | AV6X1-2                  | 2      | 2024年-           | Wright Eclipse Gemini 3                  | U53/L27+S49             | Volvo D8K-350（Euro 6）         | ZF EcoLife 6AP1600BS  | [ 7 ]  |
| 比亞迪 K9R 12米                                 | SE101 -SE104             | 4      | 2017年-           | 順豐客車廠                               | L35+S35                 | BYD-2912TZ-XY-A                 | 電池: 鏻酸鐵錳鋰電池  | [ 8 ]  |
| 亞歷山大丹尼士Enviro 500 MMC 12.8米             | UE6X1-UE6X81             | 81     | 2021/2023年-      | Alexander Dennis Enviro 500 MMC Facelift | U63/L29+S48 U63/L29+S49 | Cummins L9E6C340B （Euro 6）    | ZF EcoLife 6AP1700B   | [ 11 ] |
| 亞歷山大丹尼士Enviro 500 MMC 12.8米             | UE6X82-UE6X90            | 5      | 2025年-           | Alexander Dennis Enviro 500 MMC Facelift | U61/L29+S50             | Cummins L9E6C340B （Euro 6）    | ZF EcoLife 2 6AP1720B | [ 12 ] |
| 富豪B8L 12.8米                                  | UV6X1-65                 | 65     | 2021/2022/2023年- | MCV EvoSeti                              | U63/L29+S42             | Volvo D8K-350（Euro 6）         | ZF EcoLife 6AP1600BS  | [ 13 ] |
| 富豪B8L 12.8米                                  | UV6X66-75                | 10     | 2023年-           | Wright Gemini 3                          | U63/L29+S49             | Volvo D8K-350（Euro 6）         | ZF EcoLife 6AP1600BS  | [ 14 ] |

#### 已退役或轉移車隊
以下為龍運巴士已退役或轉移的車隊：
| 型號                                        | 編號                               | 數量 | 服役時期                                                                | 車身                            | 載客量          | 引擎                           | 波箱                                         | 備註 |
| ------------------------------------------- | ---------------------------------- | ---- | ----------------------------------------------------------------------- | ------------------------------- | --------------- | ------------------------------ | -------------------------------------------- | --- |
| 富豪奧林比安12米                            | LW1 - LW10                         | 10   | 1997年 - 1999年                                                         | Walter Alexander RH             |                 | Volvo D10A-245（Euro 2）       | ZF 4HP 500                                   | [ 15 ] |
| 丹尼士三叉戟12米                            | 101-225                            | 125  | 1997年 - 1999年/2002年/2010年/2011年/2012年/2013年/2014年/2015年/2016年 | Walter Alexander ALX500         |                 | Cummins M11-305E21（Euro 2）   | ZF 5HP 590                                   | [ 16 ] |
| 丹尼士三叉戟12米                            | 301                                | 1    | 2000年-2017年                                                           | Duple Metsec DM5000             | U59/L26+S42     | Cummins M11-305E21（Euro 2）   | ZF 5HP 590                                   | [ 17 ] |
| 丹尼士三叉戟12米（豪華版）                  | 501-525                            | 25   | 1998年 - 2016年                                                         | Walter Alexander ALX500         | U49/L19+S39     | Cummins M11-305E21（Euro 2）   | ZF 5HP 590                                   | [ 19 ] |
| 丹尼士長矛11.7米                            | 901 - 910                          | 10   | 1993年 - 2010年                                                         | Walter Alexander PS             | L33+S42 L41+S24 | Cummins 6CT                    | ZF 4HP 500                                   | [ 22 ] |
| 九龍巴士富豪奧林比安11.3米                  | AV238 - AV242（由九龍巴士借用）    | 5    | 1997年 - 1998年                                                         | Walter Alexander RH             |                 | Volvo D10A-245（Euro 2）       | Volth DIWA863.3                              | [ 23 ] |
| 九龍巴士丹尼士三叉戟12米                    | ATR202、231、238（由九龍巴士借用） | 3    | 2008年 - 2009年                                                         | Duple Metsec DM5000             |                 | Cummins M11-305E21（Euro 2）   | ZF 5HP 590                                   | [ 24 ] |
| 九龍巴士富豪B9TL                            | AVBE33-38、41、54                  | 8    | 2016年-2017年                                                           | Alexander Dennis Enviro 500     | U53/L21+S42     | Volvo D9A-300（Euro 3）        | ZF 6HP 602C（AVBE54） Voith DIWA864.5D4      | 2016年2月起由九龍巴士借用，直至2017年底歸還九龍巴士。 |
| 富豪B9TL 12米                               | 701-709                            | 9    | 2007年 / 2008年- 2020年                                                 | Alexander Dennis Enviro 500     | U53/L21+S42     | Volvo D9A-300（Euro 3）        | ZF 6HP 602C                                  | 701、702、704、706-709於2020年9月起借給九龍巴士，直至2020年12月售給九龍巴士。703、705於2022年1月售給九龍巴士。 |
| 富豪B9TL 12米                               | 710                                | 1    | 2007年-2020年                                                           | Alexander Dennis Enviro 500     | U53/L17+S42     | Volvo D9A-300（Euro 3）        | ZF 6HP602C                                   | 2020年9月起借給九龍巴士，直至2020年12月售給九龍巴士。 |
| 九龍巴士亞歷山大丹尼士Enviro500             | ATEU2、23                          | 2    | 2016年-2017年                                                           | Alexander Dennis Enviro 500     | U53/L21+S44     | Cummins ISLe340B（Euro 4）     | ZF Ecomat 6HP604C（ATEU2） Voith DIWA864.5D4 | 2016年2月起由九龍巴士借用，直至2017年底歸還九龍巴士。 |
| 亞歷山大丹尼士Enviro 500 12米               | 8401-8406                          | 6    | 2009年-2020年/2021年/2022年                                             | Alexander Dennis Enviro 500     | U53/L21+S44     | Cummins ISLe340b（Euro 4）     | ZF 6HP 604C                                  | 8401、8403、8405、8406於2020年5月起借給九龍巴士，直至2020年12月售給九龍巴士。8402於2021年10月售給九龍巴士。8404於2022年1月售給九龍巴士。 |
| 亞歷山大丹尼士Enviro 500 12米               | 8407-8415、8421-8430               | 19   | 2009年/2010年-2020年/2021年                                             | Alexander Dennis Enviro 500     | U53/L21+S44     | Cummins ISLe340b（Euro 4）     | ZF 6HP 604C                                  | 8407-8409、8411、8412、8413、8415、8423、8427、8429已於2020年5月起借給九龍巴士，直至2020年12月售給九龍巴士；8410己於2021年6月售給九龍巴士；8421-8422、8424-8425、8428已於2021年10月售給九龍巴士；8414已於2021年11月售給九龍巴士；8426、8430已於2021年12月售給九龍巴士。                                                           |
| 亞歷山大丹尼士Enviro 500 MMC 12米           | 9501-9547                          | 47   | 2013年/2014年-2020年/2021年                                             | Alexander Dennis Enviro 500 MMC | U59/L25+S47     | Cummins ISL8.9E5340B（Euro 5） | ZF Ecolife 6AP1700B                          | 9501-9516已於2020年5月起借給九龍巴士，直至2020年12月售給九龍巴士；9517-9523已於2021年6月售給九龍巴士；9524-9530、9532已於2021年7月售給九龍巴士；9531、9533已於2021年8月售給九龍巴士；9534-9547已於2021年9月售給九龍巴士 |
| 亞歷山大丹尼士Enviro 500 12米               | 8501-8536                          | 36   | 2011年/2012年/2013年-2021年/2022年                                      | Alexander Dennis Enviro 500     | U53/L27+S44     | Cummins ISL8.9E5340B（Euro 5） | ZF 6HP 604C                                  | 8501已於2021年5月售給九龍巴士；8511-8512、8514-8517已於2021年9月售給九龍巴士；8509、8513、8518-8524、8526、8533、8535-8536已於2021年10月售給九龍巴士；8504-8505、8507、8527、8529-8531、8534已於2021年11月售給九龍巴士；8502-8503、8506、8525、8528、8532已於2021年12月售給九龍巴士；8508、8510已於2022年1月售給九龍巴士          |
| 富豪B8L 12米 （客車版）                     | 未知                               | 10   | N/A（不適用）                                                           | Wright Gemini 3                 | U51/L23+S47     | Volvo D8K-350（Euro 6）        | ZF EcoLife 6AP1600BS                         | 在九龍巴士訂購150輛12米版本之富豪B8L的同時，龍運亦訂購了10輛同款巴士，預計取代部份車隊。因新型冠狀病毒疫情導致本港航班升降大幅減少，此批新車未能出牌行走，龍運巴士決定轉售九龍巴士，並營運九巴「星級尊線」P960/P968。並於其後連同九巴40輛新B8L Wright Gemini 3 12.8 米 訂單之其中10輛撥到龍運，該車隊編號為UV6X66-75 （非客車版） |
| 亞歷山大丹尼士Enviro 500 MMC 12米（客車版） | 6501-6526                          | 26   | 2015年-2021年                                                           | Alexander Dennis Enviro 500 MMC | U55/L23+S45     | Cummins ISL8.9E5340B（Euro 5） | ZF Ecolife 6AP1700B                          | 已於2021年8月至9月期間售給九龍巴士 |
| 亞歷山大丹尼士Enviro 500 12米               | 8431                               | 1    | 2009年-2021年                                                           | Alexander Dennis Enviro 500     | U53/L17+S44     | Cummins ISLe340b（Euro 4）     | ZF 6HP 604C                                  | 已於2021年10月售給九龍巴士 |
| 亞歷山大丹尼士Enviro 500 12米               | 8432                               | 1    | 2010年-2021年                                                           | Alexander Dennis Enviro 500     | U53/L17+S44     | Cummins ISLe340b（Euro 4）     | ZF 6HP 604C                                  | 已於2021年10月售給九龍巴士 |
| TransBus Enviro 500 12米                    | 801 - 803                          | 3    | 2005年-2023年                                                           | TransBus Enviro 500             | U53/L21+S44     | Cummins ISMe-335-30（Euro 3）  | Voith DIWA 864.5                             | [ 38 ] |
| 亞歷山大丹尼士Enviro 500 12米               | 804 - 807                          | 4    | 2006年-2023年/2024年                                                    | Alexander Dennis Enviro 500     | U53/L21+S44     | Cummins ISMe-335-30（Euro 3）  | ZF 5HP 602C                                  | |
| 亞歷山大丹尼士Enviro 500 12米               | 808                                | 1    | 2006年-2024年                                                           | Alexander Dennis Enviro 500     | U53/L21+S44     | Cummins ISMe-335-30（Euro 3）  | ZF 5HP 602C                                  | [ 39 ] [ 40 ] |

## 車廠
龍運巴士為方便分配及管理旗下車隊，故把車隊分配位處新界的4個車廠，並以不同的英文字母（S、L、U、T）區分。龍運把分別這些廠房的貼紙張貼於巴士左前方的玻璃。除小蠔灣車廠外，其他車廠只是適用於車長管理，日常收車的安排及車輛維修並不會受屬廠限制。龍運車廠主要分類為：
- S：沙田車廠及上水車廠[41]
- L：荔枝角車廠 - 青衣分廠 [42]
- U[43]：屯門車廠及元朗車廠
- T：小蠔灣車廠

除此之外，龍運巴士使用由九巴設立的屯門總修中心進行中修（年驗）和大修，日常維修主要交由小蠔灣車廠負責。

## 車務
車務方面與九巴大同小異，設有掛牌制度，但在實際營運上，此制度的效用十分低。除了所有A及NA線因指定行走豪華車而必須優先使用指定車型外（在有需要時可使用其他車輛），其他路線實際上已經採用隨機派車，更不受車輛屬廠限制。所以於普通路線遇見豪華巴士或者於A及NA線遇見普通位巴士已經不足為奇，此亦成為龍運巴士服務為人詬病的地方之一。2021年6月，隨著E36線及E37線投入服務，掛牌制度已不復存在。

## 意外事故
1998年7月6日，一輛行走E34線往香港國際機場的空載丹尼士三叉戟12米巴士（208，車牌號碼HT8953）因錯誤駛入的士區域而撞毀車頂，無人受傷。
1999年7月24日下午，一輛由機場開往粉嶺華明邨的A43線丹尼士三叉戟三型（197，車牌號碼HT7970）巴士，沿青朗公路往元朗方向過大欖隧道收費廣場約一公里處起火，全車嚴重焚毀，無人受傷。事後車輛直接退役，丹尼士向龍運賠償另一輛新巴士（即301，JV7629）。
2000年2月14日上午，一輛由機場開往大埔頭的E41線丹尼士三叉戟巴士（200，HT8234），在吐露港公路近馬料水交匯處，撞向一輛拋錨的貨車，巴士左邊車頭被完全削開，頭軸底盤斷裂，上層一名乘客被拋出車外，7人受傷。事後龍運向丹尼士購入一台全新底盤，並將原有零件轉移至新底盤並重建整副車身，至2001年復出。
2001年6月19日上午，一輛開往前赤鱲角碼頭（現海天碼頭）的E32線丹尼士三叉戟巴士（187，HT7230），在機場暢達路近二號停車場時，與一輛行走DB02R線的愉景灣巴士相撞後，再撞向一輛行走S1線的龍運巴士，12人受傷。
2007年6月20日下午，一輛由機場開往天水圍市中心的E34線丹尼士三叉戟巴士（220，車牌號碼HU6455），在青朗公路近博愛交匯處與前面3輛貨車連環相撞，巴士下層車頭整塊擋風玻璃、進氣格柵及前門飛脫，車長死亡，另2人受傷。
2010年11月7日晚上，一輛行走A41P線往機場的丹尼士三叉戟巴士（147，車牌號碼HS7872）在機場暢連路迴旋處失控，撞向機場鐵路架空路軌的石屎柱躉，右邊龍骨被撞裂，頭軸崩裂油缸爆破，懸掛彈簧脫落，司機重傷昏迷。肇事巴士因底盤斷裂而不獲修復，已於2011年11月25日正式除牌退役。
2011年3月11日凌晨，一輛空載的丹尼士三叉戟巴士（182，車牌號碼HT6719），在元朗公路博愛交匯處懷疑閃避狗隻失控，撞毀一段鐵欄後全車向右翻側，右邊龍骨大面積爆破，司機受傷。肇事巴士因引擎及底盤撞毀而不獲修復，已於2011年11月25日正式除牌退役。
2011年11月5日黃昏，一輛行走E41線往機場亞洲國際博覽館的亞歷山大丹尼士Enviro 500 12米巴士（8510，車牌號碼PZ9855），在駿運路懷疑收掣不及，與三輛貨車相撞，巴士車頭嚴重損毀，4人受傷。
2012年6月18日下午，一輛行走E34線往機場的丹尼士三叉戟12米巴士（156，車牌號碼HT580）在元朗朗日路撞向石壆及防撞欄後衝過對面線始停下來，無人受傷。
2012年7月26日，一輛由機場開往沙田博康邨的E42線亞歷山大丹尼士Enviro 50012米巴士（8513，車牌號碼RA8296），在城門隧道沙田出口收掣不及，與前方兩輛貨車、兩輛私家車及一輛專綫小巴相撞，造成15人受傷。
2012年8月26日上午8時許，一輛由愉景新城開往逸東邨的E31線富豪B9TL（703，車牌號碼MY8612），無按原定路線轉入沙咀道，直剷上對面行人路，兩名途人被撞倒，之後撞入荃新天地一所時裝店。事件中有五人受傷，有關車輛的車頭及車身上層嚴重損毀，玻璃碎裂。車長事後指突然失去知覺釀成意外，事件正交由警方跟進。
2012年9月22日，一輛行走九巴59X線往旺角東站的富豪超級奧林比安12米雙層空調巴士（3ASV218，車牌號碼KF5771）在屯門公路撞向前面一輛行走龍運巴士E33P線的丹尼士三叉戟12米（204，車牌號碼HT8353）的車尾。
2012年12月6日早上，一輛行走S64線的亞歷山大丹尼士Enviro 500 12米巴士（8502，車牌號碼PV7721），在東岸路近國泰航空飲食服務中心對出的燈位時疑收掣不及，撞向前面一輛隸屬香港機場地勤服務有限公司（HAS）的猛獅11.220單層穿梭巴士（C12，車牌號碼HU4030），該地勤公司巴士其後再撞倒兩名過路途人，造成23人受傷，包括16名國泰機組人員。意外直接導致當日早上兩班往來香港至台北的國泰航空CX474及CX475航班被逼取消，超過二百多名旅客受影響。
2013年6月13日早上，一輛由機場開往沙田博康邨的E42線亞歷山大丹尼士Enviro 500 12米（8528，車牌號碼RK6404），在青衣西路撞向前面行駛九巴42C線往長亨的富豪B9TL（AVBWU22，車牌號碼PJ6316），造成9人受傷。
2013年12月16日中午，一輛行走A43線的亞歷山大丹尼士Enviro 500 12米（8425，車牌號碼PF6849），在大欖隧道往九龍方向管道內撞向一輛貨車及一輛行走九巴68M線的亞歷山大丹尼士Enviro 500 MMC12米（ATENU132，車牌號碼SH2502），5人受傷。
2014年5月9日早上，一輛行走A43線的丹尼士三叉戟12米巴士（301，車牌號碼JV7629）在大欖隧道往元朗方向管道內與一輛貨車及客貨車相撞，1人受傷。
2014年5月10日早上，一輛行走E34往機場的亞歷山大丹尼士Enviro 500 MMC 12米（9518，車牌號碼SN8669），在青馬大橋撞向前方一輛工程車，5人受傷，巴士左邊車頭嚴重損毀。
2016年9月7日下午，一輛行走S64線的亞歷山大丹尼士Enviro 500 12米（6402，車牌號碼PE7245），行駛至機場暢連路近客運大樓一個迴旋處時，突然失控撞向撞壆，女車長受傷被困。
2016年12月25日聖誕節，一輛行走A43線開往聯和墟的亞歷山大丹尼士Enviro 500 MMC Facelift 12.8米（1520，車牌號碼UE9165），在新田公路猛撞拋錨、故障停在慢線上的貨櫃車，尾隨的小巴收掣不及追撞巴士車尾。貨櫃車尾陷入巴士車頭，致巴士車頭嚴重損毀，上下層擋風玻璃爆裂，車長及上層最前排乘客遭夾住重傷浴血。車禍造成42人受傷，其中2人情況一度危殆。
2017年6月28日下午，一輛行走S64線的亞歷山大丹尼士Enviro 500 MMC Facelift 12.8米（8520，車牌號碼RG9091），沿機場路往九龍方向行駛至國泰城對開時懷疑收掣不及，撞向前方兩部因應私家車切線而減速的城巴（其中一輛為行走E22線的同型號巴士，車隊編號6512，車牌號碼UA3575）車尾，造成三車串燒相撞意外，共22人受傷。
2017年6月29日上午6時許，一輛行走E34B線從元朗開出往機場的亞歷山大丹尼士Enviro 500（8511，車牌號碼RA1121），在大欖隧道南行管道內接近出口時，懷疑巴士機件發生故障，車長遂將巴士停下，尾隨一輛從天水圍市中心開往葵芳的九龍巴士69M線Neoplan Centroliner雙層巴士（AP45，車牌號碼JT890）收掣不及猛撼向E34B的車尾，20人受傷，其中E34B巴士上層有乘客衝離座位，頭部撼爆擋風玻璃浴血。意外導致大欖隧道南行在早上繁忙時間大塞車逾2小時。
2017年9月30日晚上近翌日零時，一輛行走E33P線往屯門兆康站（南）的亞歷山大丹尼士Enviro 500（8416，車牌號碼PD6710），行駛至駿運南路近機場空運中心對開迴旋處時，巴士左邊車頭撞向一輛中型貨車右邊車尾，上層第一排座位旁的車身被劏開，下層擋風玻璃爆裂，上客車門甩脫。2名乘客受傷。
2017年11月30日清晨，一輛行走N31線往荃灣愉景新城方向的亞歷山大丹尼士Enviro 500（8417，車牌號碼PD7770），沿北大嶼山公路駛至近欣澳時，與前面一輛停在路肩的中型密斗貨車相撞，貨車被推前50米，巴士車頭嚴重損毀，上層車身被削開。兩車共有19人受傷，其中3人情況嚴重。有巴士乘客表示，意外時由於巴士上很多乘客都睡著了，撞車一刻都來不及反應。意外後巴士車廂被撞至變形，部份坐椅扭曲飛脫。涉事巴士司機駕駛巴士在北大嶼山公路上瞌睡數秒，導致巴士撞上貨車，他承認一項危險駕駛引致他人身體嚴重受傷罪，於區域法院被判入獄1年5個月，停牌3年並須自資參與駕駛改進課程。
2020年2月19日上午9時許，一輛空載的亞歷山大丹尼士 Enviro500 MMC（1527，車牌號碼UF5997）在青沙公路往沙田方向近尖山隧道前撞向前面一輛與一輛運送鮮魚的貨車，巴士右邊車頭損毀，鮮魚貨車車尾撞至變形，肇事巴士司機受傷需送院治理。
2022年12月16日上午9時18分，一輛行走E36A線往東涌逸東邨方向的亞歷山大丹尼士 Enviro500 MMC（UE6X19，車牌號碼XK1804）於裕東路近東涌東交匯處失控撞向一輛進行清掃樹葉工作的食環署外判密斗貨車，再將之推前撞向一輛輕型貨車。輕型貨車司機當場重傷身亡，密斗貨車司機重傷送院後亦告不治。另外有人被困車底，最少11人受傷。肇事28歲龍運巴士車長被警方以「危險駕駛導致他人死亡」拘捕。

## 外部連結
- 龍運巴士官方網站 （页面存档备份，存于）
- 香港巴士大典上的相关条目：龍運巴士